# Lisseth Ayoví
Lisseth Betzaida Ayoví Cabezas (nacida el 7 de agosto de 1998 en Machala) es una levantadora de pesas ecuatoriana. Ganó la medalla de bronce en el evento de mujeres +87 kg en el Campeonato Mundial de Halterofilia de 2023, celebrado en Riad, Arabia Saudita. También ganó la medalla de bronce en el evento de mujeres +87 kg en los Juegos Panamericanos de 2019, celebrados en Lima, Perú.

## Carrera
Ayoví compitió en el evento de chicas +63 kg en los Juegos Olímpicos de la Juventud 2014, celebrados en Nankín, China.
En 2019, ganó la medalla de bronce en Clean & Jerk en su evento en el Campeonato Panamericano de Halterofilia, celebrado en Ciudad de Guatemala, Guatemala. Después de la competencia, la mexicana Tania Mascorro fue sancionada por el uso de Boldenona, por lo que Ayoví ganó otras dos medallas de bronce (arranque y total).
En 2021, Ayoví ganó la medalla de bronce en el evento de mujeres +87 kg en el Campeonato Panamericano de Halterofilia 2020, celebrado en Santo Domingo, República Dominicana.
Ayoví ganó dos medallas de oro en los Juegos Bolivarianos de 2022, celebrados en Valledupar, Colombia. Ganó la medalla de plata en el evento de mujeres +87 kg en el Campeonato Panamericano de Halterofilia 2022, celebrado en Bogotá, Colombia. También ganó la medalla de plata en el evento de Clean & Jerk en esta competencia.
Ganó la medalla de oro en su evento en los Juegos Suramericanos de 2022, celebrados en Asunción, Paraguay. Ganó la medalla de plata en el evento de mujeres +81 kg en los Juegos Panamericanos de 2023, celebrados en Santiago, Chile.
En 2024, ganó la medalla de oro en el evento de mujeres +87 kg en el Campeonato Panamericano de Halterofilia, celebrado en Caracas, Venezuela.

## Logros
| Año                         | Lugar                               | Peso                    | Arranque (kg)           | Arranque (kg)           | Arranque (kg)           | Arranque (kg)           | Envión (kg)             | Envión (kg)             | Envión (kg)             | Envión (kg)             | Total                   | Posición                |
| Año                         | Lugar                               | Peso                    | 1                       | 2                       | 3                       | Posición                | 1                       | 2                       | 3                       | Posición                | Total                   | Posición                |
| Representando a Ecuador     | Representando a Ecuador             | Representando a Ecuador | Representando a Ecuador | Representando a Ecuador | Representando a Ecuador | Representando a Ecuador | Representando a Ecuador | Representando a Ecuador | Representando a Ecuador | Representando a Ecuador | Representando a Ecuador | Representando a Ecuador |
| Campeonatos Mundiales       | Campeonatos Mundiales               | Campeonatos Mundiales   | Campeonatos Mundiales   | Campeonatos Mundiales   | Campeonatos Mundiales   | Campeonatos Mundiales   | Campeonatos Mundiales   | Campeonatos Mundiales   | Campeonatos Mundiales   | Campeonatos Mundiales   | Campeonatos Mundiales   | Campeonatos Mundiales   |
| --------------------------- | ----------------------------------- | ----------------------- | ----------------------- | ----------------------- | ----------------------- | ----------------------- | ----------------------- | ----------------------- | ----------------------- | ----------------------- | ----------------------- | ----------------------- |
| 2019                        | Pattaya, Tailandia                  | +87 kg                  | 112                     | 116                     | 118                     | 11                      | 136                     | 138                     | 142                     | 15                      | 258                     | 13                      |
| 2018                        | Asjabad, Turkmenistán               | +87 kg                  | 110                     | 115                     | 116                     | 10                      | 140                     | 145                     | 145                     | 14                      | 256                     | 11                      |
| 2017                        | Anaheim, Estados Unidos             | +90 kg                  | 107                     | 111                     | 113                     | 6                       | 135                     | 140                     | 143                     | 6                       | 251                     | 6                       |
| 2015                        | Houston, Estados Unidos             | +75 kg                  | 102                     | 106                     | 108                     | 22                      | 133                     | 136                     | 140                     | 21                      | 244                     | 22                      |
| Juegos Panamericanos        |                                     |                         |                         |                         |                         |                         |                         |                         |                         |                         |                         |                         |
| 2019                        | Lima, Perú                          | +87 kg                  | 108                     | 115                     | 120                     | 3                       | 130                     | 135                     | 140                     | 3                       | 255                     | Medalla de bronce       |
| Campeonatos Panamericanos   |                                     |                         |                         |                         |                         |                         |                         |                         |                         |                         |                         |                         |
| 2020                        | Santo Domingo, República Dominicana | +87 kg                  | 110                     | 115                     | 117                     | Medalla de bronce       | 138                     | 143                     | 145                     | Medalla de bronce       | 260                     | Medalla de bronce       |
| 2019                        | Ciudad de Guatemala, Guatemala      | +87 kg                  | 110                     | 115                     | 118                     | Medalla de bronce       | 141                     | 146                     | 146                     | Medalla de bronce       | 264                     | Medalla de bronce       |
| 2018                        | Santo Domingo, República Dominicana | +90 kg                  | 100                     | 107                     | 112                     | 5                       | 130                     | 130                     | 136                     | 5                       | 243                     | 5                       |
| 2017                        | Miami, Estados Unidos               | +90 kg                  | 103                     | 108                     | 112                     | 4                       | 128                     | 135                     | 140                     | 4                       | 252                     | 4                       |
| 2014                        | Santo Domingo, República Dominicana | +75 kg                  | 95                      | 101                     | 106                     | 5                       | 120                     | 125                     | 130                     | 7                       | 226                     | 6                       |
| Campeonatos Sudamericanos   |                                     |                         |                         |                         |                         |                         |                         |                         |                         |                         |                         |                         |
| 2019                        | Palmira, Colombia                   | +87 kg                  | 105                     | 110                     | 117                     | Medalla de oro          | 137                     | 141                     | 145                     | Medalla de oro          | 262                     | Medalla de oro          |
| 2017                        | Santa Marta, Colombia               | +90 kg                  | 105                     | 111                     | 115                     | Medalla de plata        | 133                     | 140                     | 144                     | Medalla de plata        | 251                     | Medalla de plata        |
| 2013                        | Chiclayo, Perú                      | +75 kg                  | 85                      | 90                      | 95                      | 5                       | 110                     | 115                     | 120                     | 4                       | 210                     | 4                       |
| Campeonatos Iberoamericanos |                                     |                         |                         |                         |                         |                         |                         |                         |                         |                         |                         |                         |
| 2019                        | Palmira, Colombia                   | +87 kg                  | 105                     | 110                     | 117                     | Medalla de plata        | 137                     | 141                     | 145                     | Medalla de oro          | 262                     | Medalla de oro          |